# Centre d'Estudis Històrics de Terrassa
El Centre d'Estudis Històrics de Terrassa és una entitat de Terrassa que es dedica a la recerca històrica. És una de les cinc entitats del Vallès Occidental amb aquest objectiu juntament amb la Fundació Bosch i Cardellach de Sabadell, El Grup de Col·laboradors del Museu de Rubí, el Grup d'Estudis Locals de Sant Cugat i el CRAC de Cerdanyola.
Des de l'any 1986 publica també, la revista Terme, que amb caràcter anual, és una publicació de caràcter historiogràfic que pretén aglutinar les iniciatives dels investigadors que giren entorn l'Arxiu Històric de Terrassa, l'Arxiu Comarcal del Vallès Occidental i el mateix Centre d'Estudis Històrics.
El Centre d'Estudis Històrics de Terrassa forma part de l'Institut Ramon Muntaner de la Coordinadora de Centres d'Estudis de Parla Catalana.